# 肯特鎮區 (伊利諾伊州斯蒂芬森縣)
肯特鎮區（英語：Kent Township）是位於美國伊利諾伊州斯蒂芬森縣的一個行政鎮區。

## 地方資料
根據2010年美國人口普查的數據，肯特鎮區的面積為91.90平方千米，當中陸地面積為91.90平方千米，而水域面積為0.00平方千米。當地共有人口678人，而人口密度為每平方千米7.38人。